# Volo United Express 2415
Il volo United Express 2415 era un volo regionale nel nord-ovest degli Stati Uniti da Seattle a Pasco, operato da un BAe Jetstream 31. Verso la fine di martedì 26 dicembre 1989, il volo 2415 si schiantò mentre tentava di atterrare all'aeroporto Tri-Cities di Pasco, uccidendo entrambi i piloti e tutti e quattro i passeggeri a bordo.

## L'aereo, l'equipaggio e il volo
North Pacific Airlines, operando come United Express, operava il volo 2415 come volo di linea per pendolari da Seattle a Pasco, con scalo intermedio a Yakima.
La notte dell'incidente il volo 2415 era operato da un aereo biturboelica BAe Jetstream 31, numero di registrazione N410UE. L'aereo era stato prodotto due anni prima, nell'ottobre 1987, e aveva accumulato circa 4.972 ore di volo al momento dell'incidente. L'aeromobile non era dotato di un sistema di allarme di prossimità al suolo e non disponeva di un registratore di suoni o di un registratore dei dati di volo in cabina di pilotaggio.
Il capitano era il 38enne Barry W. Roberts. Vantava 6.600 ore di volo sul curriculum, di cui 670 sul Jetstream. Il primo ufficiale era il 25enne Douglas K. McInroe, che aveva registrato 2.792 ore di volo, con 213 di esse sul Jetstream.

## L'incidente
Il volo 2415 partì da Seattle alle 20:45 PST arrivando a Yakima senza difficoltà tecniche segnalate. Un agente della stazione della compagnia a Yakima assistette il primo ufficiale McInroe nel far cadere il ghiaccio dalle ali del Jetstream, con l'assistenza di un altro primo ufficiale della compagnia. L'agente chiese al capitano Roberts se voleva che il suo aereo venisse sghiacciato, ma il capitano rifiutò. Allora gli propose di sghiacciare la coda, dal momento che i primi ufficiali che rimuovevano il ghiaccio dalle ali non sarebbero stati in grado di raggiungere la superficie della coda, ma anche stavolta Roberts rifiutò. Il volo 2415 fu l'unico volo in partenza da Yakima quel pomeriggio/sera a non essersi sottoposto alla procedura di sghiacciamento prima della partenza.
Alle 21:59, i controllori del traffico aereo presso la torre di Yakima annunciarono che l'aeroporto di Yakima era chiuso a causa delle condizioni meteorologiche. Tuttavia, alle 22:00, il volo 2415 contattò i controllori di terra di Yakima venendo autorizzato a procedere verso la pista 27 di Yakima per la partenza. I controllori di terra avvisarono il volo 2415 di "ghiaccio misto da leggero a moderato" tra 4.000 e 18.000 piedi (1.200 e 5.500 m), informazione confermata dai piloti. Alle 22:01, il volo 2415 partì da Yakima in rotta verso Pasco salendo a un'altitudine di crociera di 11.000 piedi (3.400 m)
Alle 22:26, il volo 2415 venne autorizzato ad effettuare un avvicinamento ILS (Instrument Landing System) alla pista 21R dell'aeroporto Tri-Cities di Pasco. Le conversazioni tra il volo 2415 e i controllori erano normali nei minuti precedenti l'incidente, e non giunse alcuna richiesta di soccorso.
Alle 22:30, mentre il volo 2415 era in avvicinamento finale, il controllore della torre di Pasco osservò il volo 2415 volare "più in alto del normale" per un avvicinamento finale e anche scendere più velocemente del solito. Il controllore osservò la discesa del volo 2415 finché non colpì il suolo a 400 piedi (120 m) dalla pista 21R. Il controllore allertò le squadre di pronto intervento, che arrivarono sul luogo dell'incidente alle 22:34., ma inutilmente: l'aereo era ormai distrutto e non ci furono sopravvissuti.
L'incidente è stato indagato dal National Transportation Safety Board. Gli investigatori stabilirono che l'aereo stava volando ben al di sopra del profilo di discesa per un avvicinamento ILS. Dall'ultima posizione registrata dell'aereo, gli investigatori stabilirono che il volo 2415 avrebbe dovuto seguire un percorso di planata di 7 gradi per scendere abbastanza rapidamente da raggiungere la soglia della pista. Il Jetstream, invece, era a più del doppio dell'angolo di planata e avrebbe richiesto un'elevata velocità di discesa da 2.000 a 3.000 piedi (da 610 a 915 m) al minuto. Gli investigatori determinarono che il ghiaccio si era probabilmente formato sulle ali durante il volo, creando un maggiore rischio di stallo a bassa velocità. Secondo i dati radar, il volo 2415 aveva rallentato a 110 nodi (205 km/h; 125 mph) mentre tentava di scendere. La combinazione di una discesa eccessivamente ripida, bassa velocità e formazione di ghiaccio probabilmente portarono alla perdita di controllo dell'aereo.
Il 4 novembre 1991, l'NTSB pubblicò il suo rapporto finale sull'incidente, con le seguenti conclusioni: